# Čičkovina
Čičkovina falu Horvátországban, Varasd megyében. Közigazgatásilag Martijanec község része.

## Fekvése
Varasdtól 15 km-re keletre, községközpontjától 3 km-re északra a Dráva jobb partján fekszik.

## Története
1857-ben 199, 1910-ben 320 lakosa volt. 1920-ig Varasd vármegye Ludbregi járásához tartozott. 
2001-ben a falunak 63 háza és 223 lakosa volt.

## Nevezetességei
Jézus Legszentebb Szíve tiszteletére szentelt kápolnája.

## Külső hivatkozások
- A község alapiskolájának honlapja Archiválva 2011. július 16-i dátummal a Wayback Machine-ben
- Varasd megye kulturális emlékei[halott link]